# Мейнсгеренланд
Мейнсгеренланд (нід. Mijnsheerenland) — село в нідерландській провінції Південна Голландія. Входить до муніципалітету Гуксе-Вард.
Його площа становить 16,03 км², а населення станом на 2021 рік складало 4 745 осіб.
Раніше мало статус окремого муніципалітету.

## Галерея

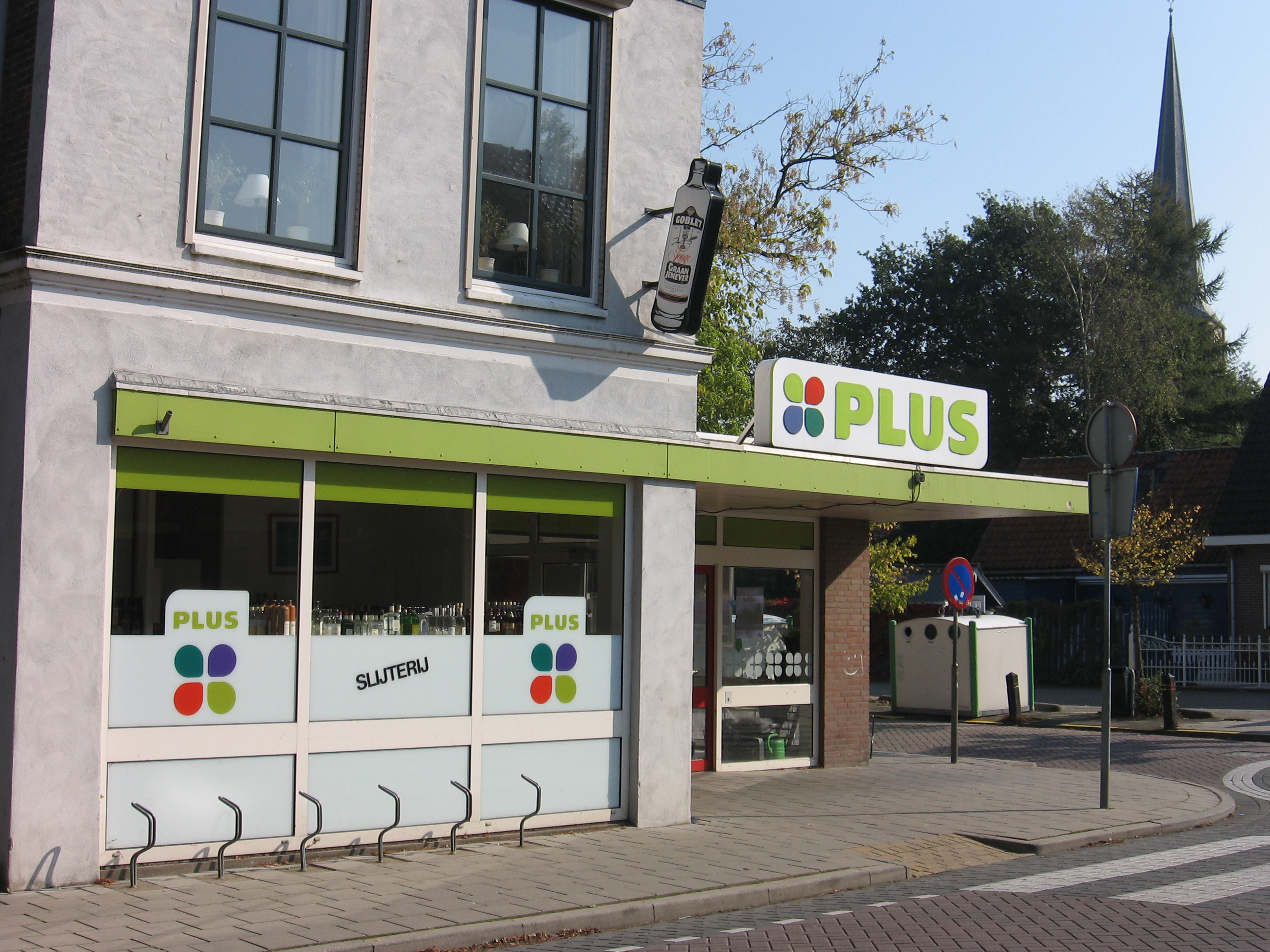
Супермаркет Plus, 2007
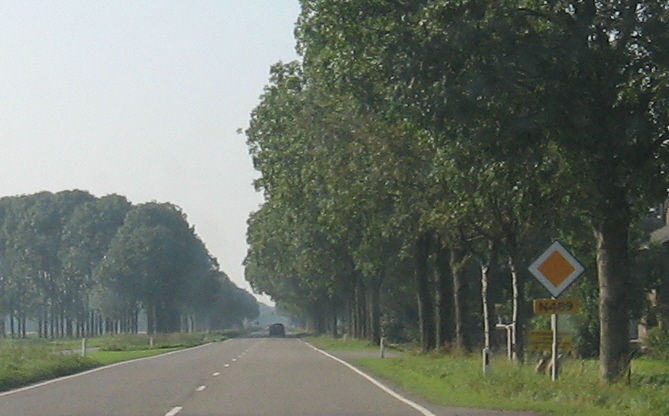
Траса N489 біля села
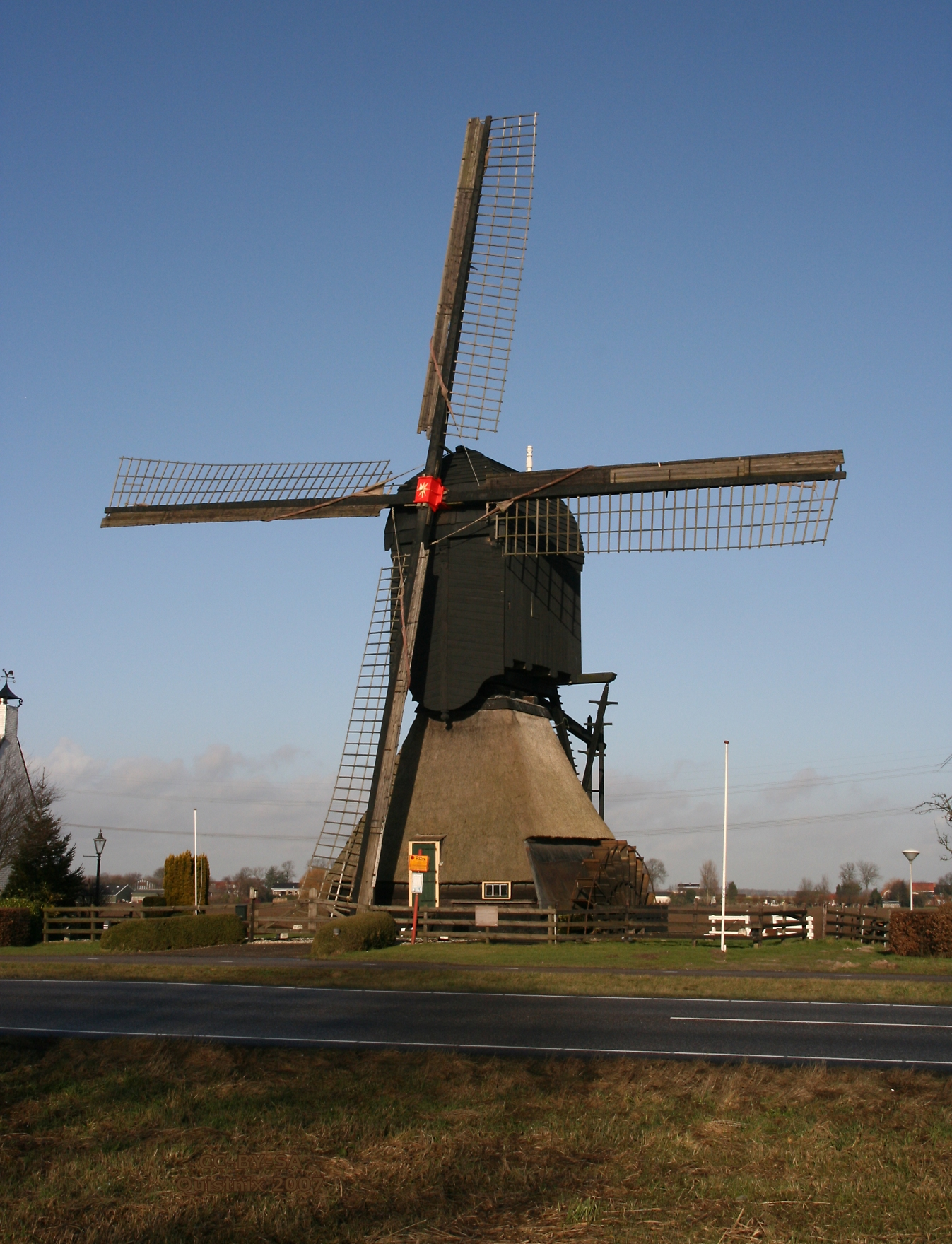
Вітряк De Oostmolen
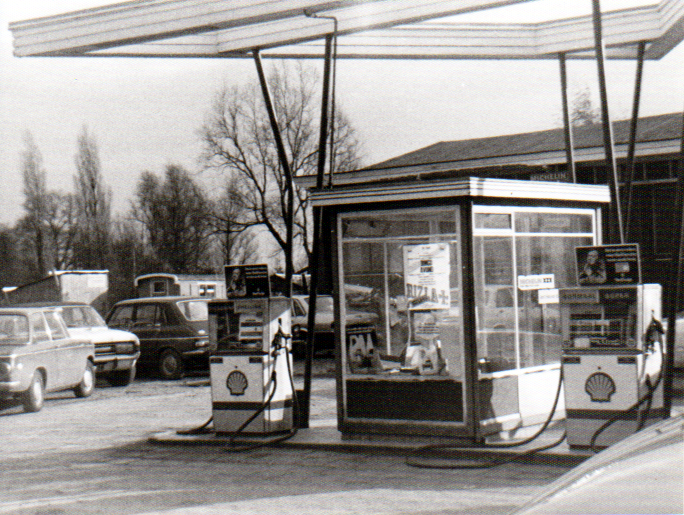
Заправка Shell (1970-ті)
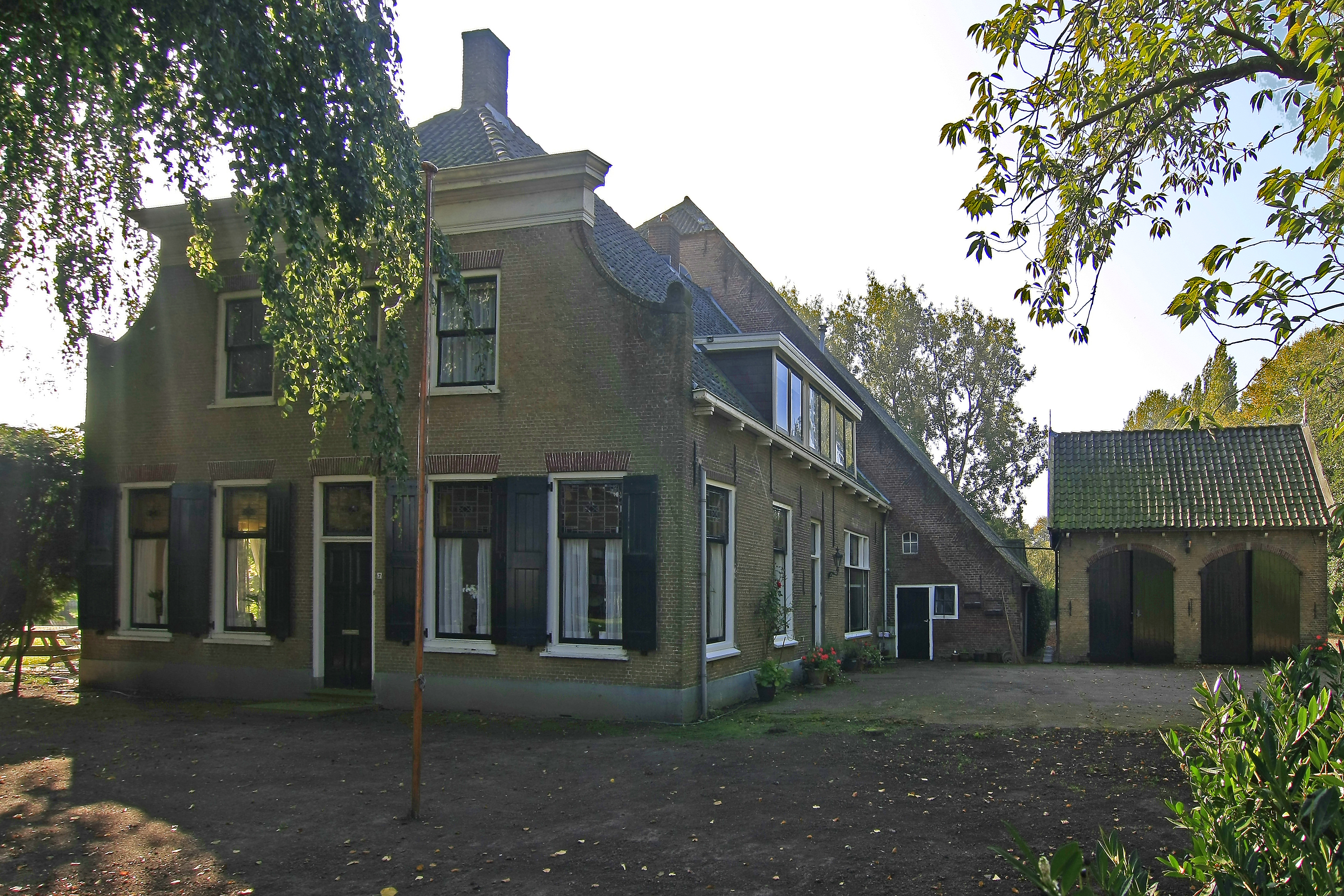
Ферма у селі